# Early Winter
"Early Winter" é uma balada escrita por Tim Rice-Oxley do Keane, e está presente no segundo álbum solo de Gwen Stefani, The Sweet Escape. A canção foi lançada como o quinto single do álbum em Novembro de 2007. A versão editada para rádio e o vídeo da canção cortam um minuto inteiro da versão original.

## Origens e composição

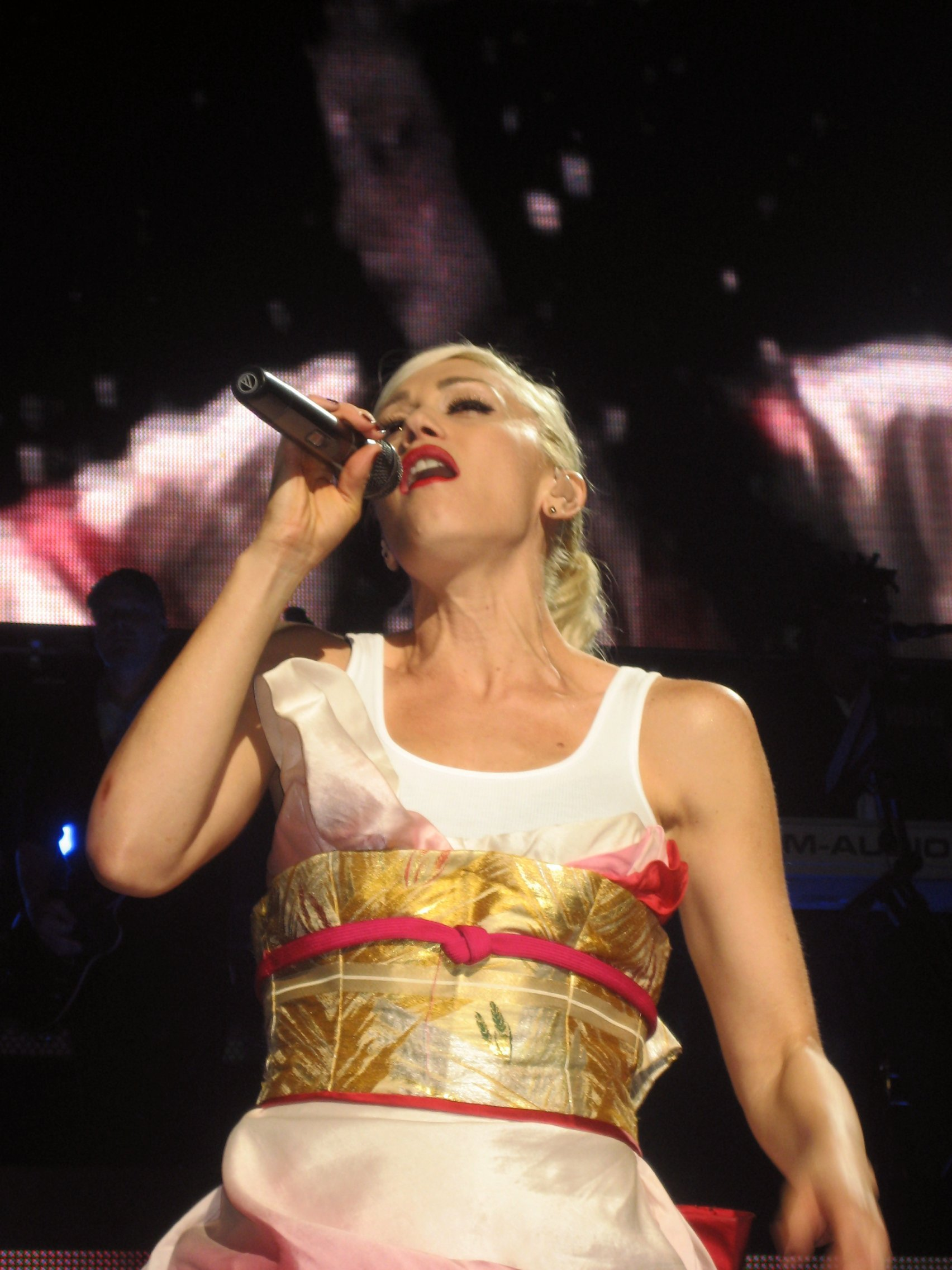
Stefani cantando "Early Winter" em turnê.

Stefani chamou Rice-Oxley na noite anterior ao dia que iria trabalhar com ele no estúdio e disse que queria uma balada ao estilo de "Eyes Without a Face" de Billy Idol, "Killing Me Softly with His Song" de Roberta Flack e "Time After Time" de Cyndi Lauper. Stefani, satisfeita com o resultado, evitou fazer mudanças na canção após Rice-Oxley tê-la tocado para ela. Mais tarde, ela reescreveu parte dela antes de gravá-la. A letra da canção descreve amantes se aproximando do fim de seu relacionamento.

## Recepção da crítica
"Early Winter" recebeu críticas positivas dos críticos de música. Nick Levine da Digital Spy elogiou a canção como "o momento mais comovente da carreira solo de Stefani até à data". Mark Pytlik do Pitchfork Media afirmou que a canção "prova que Stefani ainda tem a capacidade de elevar uma outra forma comum de canção de rock a outro nível". Caroline Sullivan do The Guardian referiu a canção como "elegante".

## Videoclipe
O videoclipe estreou no Yahoo! Music em 15 de novembro de 2007. O vídeo abre com uma cena em preto e branco de Stefani no chão com uma vestimenta branca e longa. Na próxima cena, Stefani é vista caminhando na rua sob luzes vermelhas segurando seu interesse romântico contra a parede. A seguir, Stefani caminha na calçada, senta num banco e depois entra em uma estação de trem. Aparecem cenas de Stefani em um grande hall de estilo parecido a um palácio. Ao longo do vídeo, há cortes que mostram Stefani olhando-se no espelho, assim como tomadas dela chorando e cantando, sentada no chão. Depois, ela é vista rolando no chão do local entre penas vermelhas e brancas. Stefani é vista então na estação de trem caminhando ao lado de um trem em movimento. O vídeo termina com a cantora correndo para sair do hall.
Stefani gravou o vídeo musical em duas cidades da União Europeia: em Milão, Itália e Budapeste, Hungria, durante a parte europeia de sua turnê The Sweet Escape Tour. Em Milão, algumas partes foram gravadas em uma igreja local e em um hotel. Na Hungria, ela escolheu uma estação de trem de Budapeste, Nyugati, para a gravação.

## Formato e Faixas
- German CD single

1. "Early Winter" (Album Version) – 4:45
2. "Early Winter" (Live) – 6:52

- iTunes EP

1. "Early Winter" (Album Version) – 4:45
2. "Early Winter" (Live) – 6:52
3. "Early Winter" (Instrumental) – 4:47

- Promo CD single

1. "Early Winter" (Radio Edit) – 3:45

- Promo CD single

1. "Early Winter" (Album Version) - 4:45

## Paradas musicais
| Parada                              | Posição |
| ----------------------------------- | ------- |
| Bulgaria Top 40                     | 28      |
| Romanian Top 100                    | 40      |
| Rússia Airplay Detection TopHit 100 | 82      |
| Switzerland Top 100 Singles         | 12      |
| África do Sul (5 FM Top 40)         | 12      |
| World Chart Show(Worldwide Airplay) | 2       |
| Austria Top 75 Singles              | 22      |
| Germany Top 100 Singles             | 6       |